# Hoằng Kim
Hoằng Kim là một xã thuộc huyện Hoằng Hóa, tỉnh Thanh Hóa, Việt Nam.
Xã Hoằng Kim có diện tích 2,8 km², dân số năm 1999 là 5846 người, mật độ dân số đạt 2088 người/km².